# Amtsbezirk Georgenthal
Der Amtsbezirk Georgenthal war ein preußischer Amtsbezirk im Kreis Mohrungen (Regierungsbezirk Königsberg) in der Provinz Ostpreußen.
Er wurde am 30. Juli 1874 gegründet. Zu ihm gehörten die Landgemeinden Georgenthal, Groß Hermenau und Wiese und die Gutsbezirke Neuhof und Pfarrsfeldchen. Er wurde zunächst vom Amtsvorsteher in Pfarrsfeldchen verwaltet.

## Amtsvorsteher mit Amtsperioden
- 30. Juli 1874: Gutsbesitzer Lietke in Pfarrsfeldchen
- 1. Oktober 1880: Gutsbesitzer Lietke in Pfarrsfeldchen
- 8. Juli 1886: Gutsbesitzer Lietke in Pfarrsfeldchen
- 11. Juli 1892: Gutsbesitzer Lietke in Pfarrsfeldchen
- 5. Dezember 1892: Gemeindevorsteher Fischer in Georgenthal
- 25. November 1898: Besitzer Fischer in Georgenthal
- ?: Bürgermeister Hermann Schmidt in Mohrungen (kommissarisch)
- 5. September 1903: Rittergutsbesitzer Otto Edler von Gräve in Neuhof
- 20. August 1909: Rittergutsbesitzer Edler von Gräve in Neuhof
- 9. Januar 1918: Ziegeleibesitzer Schmischke in Georgenthal
- 15. November 1920: Ziegeleibesitzer Schmischke in Georgenthal
- 11. April 1930: Ziegeleibesitzer Friedrich Schmischke in Georgenthal